# Селянська вулиця (Мелітополь)
Селянська вулиця — вулиця в Мелітополі. Йде в балці Кізіярського струмка від вулиці Олександра Довженка до проспекта 50-річчя Перемоги.

## Назва
Селянська — назва вулиць в багатьох містах України.
В Мелітополі також існує Селянський провулок, а в 1920-х—1940-х роках існував ще й Селянський форштадт.

## Історія
Перша відома згадка вулиці датується січнем 1889 року. Тоді вулиця назикалась Кізіярською. (Тепер цю назву носить інша вулиця Мелітополя.)
25 жовтня 1921 року вулиця перейменована на Селянську.